# 没想到天空竟如此湛蓝
《没想到天空竟如此湛蓝》（日语：／）是于1970年发表的日本的乐曲。由岩谷時子作詞、由野田暉行作曲。

## 概要
《没想到天空竟如此湛蓝》是第37回（1970年）“NHK全国学校音乐比赛-小学组”()的课题曲。于1970年6月·7月，在《大家的歌》（みんなのうた）中播放。
歌曲由NHK东京儿童合唱团演出。
1970年7月10日，在NHK的记录片节目《现代的影像》中，曾有一集以（没想到天空如此地湛蓝）为题播出，还成了该集的主题曲。关于大阪市内·工厂地带的公害问题的这一集，播放了当时连续在比赛中取得三连胜的大阪市立北恩加島小学校的学生在阴沉沉的天空下发奋练习演唱该课题曲的场景。在2000年9月份的《NHK档案馆》节目中被重新播出。
虽然是二部合唱，这是一首少有地在途中没有歌词分歧（是指不同声部的歌唱是分开的，或者歌词不同）。4/4拍子，曲子的速度是4分音符=108，这首歌亦在第51回（1984年）的音乐比赛中成为课题曲（B）。
二十世纪八十年代末放映的由当时棒球解说员的長嶋茂雄出演的《Mr.SANYO》节目中被用作电视广告放出，从而再次被广泛地知晓。（广告是長嶋先生在歌唱本曲子，而歌声是少年少女的合唱。）